# Le Pertuis
Le Pertuis é uma comuna francesa na região administrativa de Auvérnia-Ródano-Alpes, no departamento de Alto Loire. Estende-se por uma área de 11,68 km². Em 2010 a comuna tinha 473 habitantes (densidade: 40,5 hab./km²).